# Partido Nuevo (Corrientes)
El Partido Nuevo, conocido también por su acrónimo PaNu o PNCo, es un partido político fundado en la circunscripción de la Provincia de Corrientes, República Argentina.
El PaNu fue fundado en 1996, por decisión del entonces Gobernador de Corrientes, Raúl Rolando “Tato” Romero Feris, quien había sido elegido justamente como Primer Mandatario Provincial en 1993 pero respondiendo al Pacto Autonomista Liberal (PAL).
La conformación del Partido Nuevo se dio debido a la expulsión sufrida por el entonces gobernador correntino, quien había decidido abandonar la política opositora del PAL hacia el gobierno nacional de Carlos Menem, ensayando un alineamiento con la Presidencia de la Nación. La salida de “Tato” Romero Feris provocó que varios dirigentes que respondieran al PAL, abandonaran dicha fuerza para formar parte de la novel escuadra oficial, brindando su apoyo incondicional al entonces gobernador. De aquel grupo de dirigentes, la mayoría eran todos de origen autonomista.
A lo largo de la historia correntina, el PaNu fue considerado desde sus orígenes como una fuerza política de alto potencial electoral, principalmente por el acompañamiento que le fuera refrendado a su líder y fundador. Su primera elección como partido político fue en 1997, siendo elegidos los candidatos Néstor Pedro Braillard Poccard como Gobernador de la Provincia y Raúl Rolando Romero Feris como Intendente de la ciudad de Corrientes.
Asimismo, durante su corta historia política, este partido debió sobrellevar situaciones poco felices para la política y la provincia correntina, como ser la destitución de los mandatarios elegidos por el PaNu en 1999 y la posterior intervención federal a la provincia, por parte de la presidencia de Fernando de la Rúa. A pesar de ello, el partido supo sobreponerse a esta alternativa reivindicado por la popularidad de su fundador, Romero Feris, convirtiéndose hasta el día de hoy en una de las fuerzas políticas de mayor importancia a nivel provincial.